# Флавий Виатор
Флавий Виатор (лат. Flavius Viator) — римский политик конца V века.

## Биография
Виатор имел титул vir clarissimus и в 495 году занимал должность консула без коллеги. Неизвестно, назначен он в Восточной Римской империи или в королевстве остготов.